# Knekt (TV-serie)
Knekt är en norsk dramakomediserie som hade premiär på HBO Max och Discovery+ den 15 september 2023. Serien är skapad av Jørgen Evensen, Johannes Roaldsen Fürst och Eirik Hvattum Bjørnstad som också svarat för seriens manus.

## Handling
Serien kretsar kring de tre kompisarna "B", Stan och Jeppe. När de upptäcker en illegal pokerklubb inser de att det finns snabba pengar att tjäna. öppnar ett eget kasino huvudstaden tillsammans med den professionella dealern Tihi.

## Rollista (i urval)
- Henrik Mestad – Mad Dog
- Mikkel Bratt Silset –  Stian
- Johannes Roaldsen Fürst –  Jeppe
- Ine F. Jansen – Anki
- Deniz Kaya – B
- Nokokure Dahl – Tihi
- Anders Back – Bosse
- Kenneth Mäenpää Lorentsen – Tommy